# Orford (Nuevo Hampshire)
Orford es un pueblo ubicado en el condado de Grafton en el estado estadounidense de Nuevo Hampshire. En el Censo de 2010 tenía una población de 1.237 habitantes y una densidad poblacional de 9,94 personas por km².

## Geografía
Orford se encuentra ubicado en las coordenadas 43°53′10″N 72°3′40″O / 43.88611, -72.06111. Según la Oficina del Censo de los Estados Unidos, Orford tiene una superficie total de 124.39 km², de la cual 120.78 km² corresponden a tierra firme y (2.9%) 3.61 km² es agua.

## Demografía
Según el censo de 2010, había 1.237 personas residiendo en Orford. La densidad de población era de 9,94 hab./km². De los 1.237 habitantes, Orford estaba compuesto por el 97.17% blancos, el 0.4% eran afroamericanos, el 0% eran amerindios, el 0.73% eran asiáticos, el 0% eran isleños del Pacífico, el 0.08% eran de otras razas y el 1.62% pertenecían a dos o más razas. Del total de la población el 0.65% eran hispanos o latinos de cualquier raza.